# Sant'Apollinare (Italia)
Sant'Apollinare (Santapunaro o Santapunare in dialetto locale) è un comune italiano di 1 808 abitanti della provincia di Frosinone nel Lazio.

## Geografia fisica

### Territorio
L'area nell'Alto medioevo entrò a far parte della Terra di San Benedetto. Dalla conquista normanna, diviene parte della Terra di Lavoro del Regno di Sicilia, poi Regno di Napoli e Regno delle Due Sicilie (fino al 1861), dopo l'Unità, nella Campania e dal 1927 con l'istituzione della provincia di Frosinone trasferita al Lazio.
Il centro è situato su di un piccolo poggio nella bassa valle del Liri a breve distanza dalla destra del fiume omonimo. Tale fiume attraversa il territorio comunale e sul suo confine, in località Giunture, si congiunge col fiume Gari prendendo poi il nome Garigliano e tracciando da qui in poi il confine tra Lazio e Campania. Il comune rientra nella Valle dei Santi.
Oltre agli alberi da frutta, sono diffusi il pioppo, il cerro e la farnia ma sono presenti anche gli elementi tipici della macchia mediterranea come il leccio, il frassino, il carpino.

### Clima
Il clima è di tipo mediterraneo, con piovosità autunnale e invernale, siccità estiva e temperature non eccessivamente elevate.
- Classificazione climatica: zona C, 1184 GR/G

## Origini del nome
Il nome del Comune ha origini medievali, quando i Monaci Benedettini della vicina Abbazia di Montecassino edificarono una cellae dedicata al Vescovo Martire Ravennate Sant'Apollinare.

## Storia
Le origini di Sant'Apollinare risalgono al periodo intorno al 797 (come testimoniato dai documenti cassinesi), quando divenne abate di Montecassino Gisolfo (796-817), il quale, oltre all'efficace opera di valorizzazione del territorio circostante il monastero, fece costruire su di un colle denominato Albianus (il termine deriva dal colore delle greggi che vi pascolavano) una cella dedicata al santo ravennate Apollinare (vescovo e martire) e vi fece impiantare stabilmente alcuni monaci benedettini. Per cella dobbiamo intendere nell'antico significato, un piccolo convento con la cappella, l'abitazione dei monaci e il ripostiglio degli arnesi. L'origine del nome del paese, Sant'Apollinare risale al 797, ma il centro abitato ha origini ben più antiche, infatti gli abitanti venivano chiamati anche "ponaresi" dal nome del colle chiamato "colle ponaro". Quindi il centro abitato ha origini forse più antiche di quelle di Cassino e la popolazione di allora non era osca, cioè di origine degli abitanti osci che predominavo i territori vicini. Negli ultimi anni sono state ritrovate anche testimonianze risalenti all'età del ferro come il vicino paese San Giorgio, grazie a questi ritrovamenti si è potuto capire che la popolazione di questo paese ha origini antichissimi, un altro ritrovamento è sta quello du una tomba romana, risalente ad un'epoca prima di Cristo, infatti è stato ritrovato sepolto con riti pagani.
Successore di Gisolfo fu l'abate Apollinare che evidenziò particolare attenzione per la cella, che divenne al tempo stesso anche una curtis (minuscolo centro amministrativo dei beni ricavati dalla terra).
Con il nuovo sistema economico "curtense", in ogni cella si concretizzava la regola benedettina dell'Ora et labora.
Nasce così il primo nucleo di Sant'Apollinare costituito dalla chiesa, da locali per i monaci e da depositi per i beni prodotti dai coloni. Esso era situato nelle strette vicinanze dell'attuale centro. Pochi anni dopo (839), l'insediamento subisce devastazioni da parte di saraceni e ungari tali da dover essere riedificato. Si raduna quindi attorno al sito parte della sparsa popolazione della valle, che si adopera per fortificare l'abitato.
Viene eretto quindi il castello che dall'alto del suo poggio domina la pianura dove il Liri diviene Garigliano (ad oggi del castello non rimangono che pochi resti).
Il territorio è stato sempre legato alla Terra di San Benedetto, ma come terra di confine, quindi subendo le mire di espansione dei signori Aquinati e Gaetani. Pertanto Sant'Apollinare subisce nei secoli diverse occupazioni e distruzioni: si ricorda l'occupazione nel 1421 da parte delle truppe di Braccio da Montone, nel 1487 da parte delle truppe del regno di Napoli. Il 9 dicembre 1647 ai tempi di Masaniello Sant'Apollinare è saccheggiato da Domenico Calesse di Sora. Il 14 dopo aver ordinato alla popolazione di Sant'Apollinare di armarsi li guidò in località San Martino nella Contrada Giunture. Qui si pose in difesa di quel luogo (posto tra il Gari ed il Liri) per contrastare l'avanzata del Duca di Sora. Quest'ultimo in inferiorità numerica decise di non ingaggiare lo scontro.
Nel 1799 il territorio subì il saccheggio delle truppe francesi napoleoniche. Con la fine del regime feudale nel 1806 (Eversione Feudale) finì la dipendenza dai monaci Cassinesi. Agli inizi dell'Ottocento al comune di Sant'Apollinare venne annesso il vicino comune di Sant'Ambrogio sul Garigliano; con l'Unità d'Italia, il territorio ambrosiano riacquistò l'autonomia.
Nel corso del XIX secolo si sono rinvenute diverse iscrizioni di epoca romana, forse provenienti dall'antica città di Interamna Lirenas, oggi andate perdute. Malgrado le buone potenzialità nel settore agricolo, alla fine di tale secolo ha inizio il flusso migratorio che spopolerà gradualmente il territorio fino agli anni settanta del novecento.
Il 13 gennaio del 1915 il disastroso terremoto di Avezzano arrecò notevoli danni all'abitato.
Durante la seconda guerra mondiale il paese venne a collocarsi lungo la Linea Gustav. Dopo il Proclama Badoglio dell'8 settembre 1943 i tedeschi, divenuti nemici, occuparono il territorio. Diversi furono gli avvenimenti tragici legati al conflitto, tra questi si ricorda quello avvenuto il 5 marzo 1944, quando gli Alleati bombardarono, con proiettili perforanti, i rifugi siti in località Pasticcella. All'interno vi era la popolazione civile, le vittime furono 33 di cui 13 bambini. La tragedia avrebbe potuto contare un numero superiore di vittime, ma grazie a Tito Di Cicco (Sant'Apollinare 1921 - Providence R.I. (U.S.A.) 1992), numerose altre persone (e molti bambini), rimaste seppellite dalla terra, furono tratte in salvo.
La liberazione di Sant'Apollinare avvenne il 13 maggio 1944 nell'ambito dell'operazione Diadem (l'assalto decisivo che doveva portare gli Alleati a Roma dopo aver superato tra le altre la linea Gustav). Le operazioni sul territorio furono affidate alla I Divisione Motorizzata del Corpo di Spedizione Francese.
Gli eventi bellici causarono la distruzione del 95% dell'abitato (dall'8 settembre del 1943 al maggio 1944) e la morte di 140 civili (tra i quali molti bambini e anziani, vittime dei bombardamenti Alleati).
Nel 1959 un'alluvione interessò il territorio di Sant'Apollinare. Molti furono i danni alle cose e il tutto poteva trasformarsi in tragedia, infatti, la corrente della piena stava per travolgere un'intera famiglia. La stessa aveva trovato scampo sul tetto della propria abitazione, ma rischiava di essere comunque raggiunta dalle acque che continuavano ad alzarsi di livello. Il Comandante della locale Stazione dei Carabinieri, Maresciallo Verde, coadiuvato da due volontari, venuto a conoscenza del fatto e utilizzando una barca (prelevata nel territorio del comune di Sant'Andrea del Garigliano), con coraggio trasse in salvo l'intera famiglia.
Il 23 novembre 1980 il territorio venne colpito dal terremoto dell'Irpinia che provocò danni materiali e tanta paura tra gli abitanti.
Nel 1984 (7 e 11 maggio) un altro evento sismico con epicentro tra i comuni di San Donato Val di Comino e Settefrati in Valle di Comino, alle pendici dei Monti della Meta, arrecò considerevoli danni all'abitato.
Il nucleo abitato è stato in maggior parte rinnovato nel corso degli anni a causa degli eventi sismici.

### Simboli
Lo stemma e il gonfalone sono stati concessi con decreto del presidente della Repubblica del 14 aprile 1970.
Nello stemma d'azzurro è raffigurato sant'Apollinare, vestito da vescovo, con un pastorale d'oro, nell'atto di benedire. 
Il gonfalone è un drappo troncato di azzurro e di giallo.

## Monumenti e luoghi d'interesse
Il paese ha quattro piazze: nella parte alta dell'abitato troviamo Piazza Municipio (vi si affaccia il Palazzo Municipale) e Piazza Albiano (vi si affaccia la Chiesa Parrocchiale dedicata a Santa Maria degli Angeli) e Piazza dell'Olmo (poco distante dalla "Porta della Terra e della Torre") nella parte bassa si colloca Piazza Risorgimento (ove si svolge il venerdì il mercato settimanale).

### Architetture religiose
- Chiesa di Santa Maria degli Angeli, centro di Forania della Diocesi di Montecassino.
- Giardino Casino Di Cicco all'interno del quale sono custodite le reliquie di san Benedetto, santa Scolastica e sant'Andrea Apostolo;
- Pozzo risalente al 1634 in contrada "Colle Ponaro";
- capitello votivo sacra realizzata nel 1888 raffigurante la Madonna Immacolata in località "Colle di Lanza";
- Località Morroncelle il luogo della preghiera di Sant'Apollinare abate narrato in una leggenda;
- Chiesa parrocchiale di "Santa Maria degli Angeli"; La chiesa principale del paese si trovava all'interno delle mura che cingevano il castrum. Il secondo registro, quello più antico, che è a Montecassino, la ricorda già nel 1514 sotto il titolo di Santa Maria degli Angeli. Era una costruzione a pianta pressoché quadrata, formata da quattro archi, sostenuti da una massiccia straordinaria colonna centrale: vi si trovavano otto altari. Il tempio era coperto a tettoia, solo la parte in cui si trovava l'altare maggiore era a volta. La chiesa era lunga 13,72 metri, larga 14,78 metri, e alta 8,92 metri, arricchita da affreschi, da statue lignee (Sant'Antonio Abate) e da icone come quelle raffiguranti la Madonna degli Angeli con San Benedetto e Sant'Apollinare, quella dell'Assunta e dell'Eterno Padre e quella della Rappresentazione dei misteri del Rosario. Accanto sorgeva un campanile con tre campane. La chiesa nel 1700 fu trasformata in tre navate. Tra il 1740 e il 1745 fu costruito il nuovo campanile e sistemata la piazzetta antistante la chiesa. Il tempio fu consacrato il 5 luglio 1750 dal Vescovo di Aquino e Pontecorvo, monsignore Francesco Antonio Spadea, che donò in tale occasione il corpo del martire Sant'Innocenzo puero, prelevato dalle catacombe di San Callisto. La chiesa viene ricostruita subito dopo il secondo conflitto mondiale, secondo il progetto dell'ingegnere Giuseppe Nicolosi, progetto che era stato inserito nel piano di ricostruzione approvato dall'allora onorevole Pier Carlo Restagno, ministro dei lavori pubblici, con il decreto n. 3127 in data 25 novembre 1946. Durante la fase di ricostruzione, per esigenze architettoniche, viene invertita la posizione dell'ingresso e dell'abside con una rotazione di 180°. La chiesa misura internamente 30 x 16,50 metri. Dal 1995 al 1997 è stato realizzato un intervento di manutenzione straordinaria. Vengono rimossi gli intonaci esistenti all'interno mettendo in luce la struttura portante dell'edificio, costituita da mattoncini e pietra locale.

### Architetture militari
- Torre del castello X-XI secolo;

### Siti archeologici
- Sepolcreto di età romana (rinvenuto nel 1994);

### Aree naturali
- Percorso naturalistico "Monte Baruzza";
- Percorso pedemontano Sant'Apollinare ;
- Confluenza Liri - Gari in località Giunture da qui in poi si forma il Garigliano che traccia anche il confine tra Lazio e Campania;

### Altro
- Pista ciclabile lungo il fiume Liri;
- Monumento ai caduti (inaugurato nel 1975).

## Società

### Evoluzione demografica
Abitanti censiti

### Lingue e dialetti
Il comune è all'interno dell'area linguistica laziale meridionale e campana ed il dialetto è appunto quello laziale meridionale, simile dialetti campani, ma con presenza di qualche elemento dei dialetti laziali centro-settentrionale e del dialetto abruzzese e nello specifico è simile a quello cassinate, pur osservando trattamenti di vocali atone differenti: a Cassino tramutano quasi sempre nello scevà, mentre nel santapollinarese vengono a volte pronunciate (es. "duj misi"= due mesi - a Cassino direbbero "dujə misə"). Inoltre, il cassinate tende a rotacizzare spesso la d, mentre a Sant'Apollinare questo fenomeno è più raro ("rə"=di a Cassino, "də" in questo caso). Al contrario, sfumature più abruzzesi presenti a Cassino (es. "acquà"= qui che a Sant'Apollinare tramuta in "accà", oppure "stemmə" che diviene "stammo") nel santapollinarese vengono persi in favore del campano. Non rara, inoltre, la trasformazione di vocali atone finali in "u" e l'aggiunta di suffisso "-nə" su alcuni termini. Un dialetto, quindi, con influenze sessane ed ausenti, oltre che cassinati. Nel corso degli anni, come in molti altri comuni del Lazio meridionale, si è poi contaminato di numerosi neologismi per lo più di origini romanesche e più in generale italiani.

### Religione
La popolazione professa per la maggior parte la religione cattolica e afferisce alla diocesi di Sora-Cassino-Aquino-Pontecorvo, ma fino all'anno 2014 faceva parte dell'abbazia territoriale di Montecassino.

### Tradizioni e folclore
- 31 gennaio festeggiamenti in onore di San Giovanni Bosco;
- Carnevale santapollinarese;
- Ogni anno, il sabato sera prima della domenica delle Palme, rappresentazione itinerante della Passione Vivente, a cura dell'Associazione "PASSIO DOMINI";
- Venerdì Santo: Processione del Cristo Morto e della Madonna Addolorata;
- 23 luglio: Sant'Apollinare (santo) (festa padronale);
- Festa del Contadino (Agosto);
- 10 agosto San Lorenzo: Festa del Pellegrino;
- 18 agosto: pellegrinaggio Madonna di Canneto;
- Palio delle Contrade (Settembre);
- 22 novembre Santa Cecilia.

#### Leggende
Il Comune è dedicato a Sant'Apollinare vescovo, martire e patrono della città di Ravenna. In epoca medievale, però, l'Abbazia di Montecassino dopo la morte dell'abate Gisolfo (796 - 817) ebbe come 14º abate Apollinare (817-828) venerato come Santo dall'Ordine Benedettino.
Questi era molto affezionato alla cella sicuramente per via dell'omonimia. Si narrano due leggende che lo riguardano.
In una si racconta che in occasione delle incursioni saracene, Sant'Apollinare abate, si inginocchiò a pregare su un sasso per ottenere che l'abitato fosse salvato dalle barbarie. Grazie all'intercessione delle sue preghiere i saraceni non saccheggiarono il territorio. In memoria di questa leggenda, in località Morroncelle è apposta ancora oggi una croce nelle vicinanze della pietra sulla quale il Santo pregò.
Nella seconda si narra che nel corso dei suoi numerosi viaggi volti a visitare i possedimenti dell'Abbazia, per controllarne l'amministrazione, l'abate Apollinare arrivato sulle sponde del fiume Liri, non avendo barche per attraversarlo, si fece un segno di croce e camminò sulle acque rimanendo a piedi asciutti. Questo avvenimento fu narrato sia dall'abate Desiderio che dallo storico Leone Marsicano.

## Cultura

### Istruzione

#### Scuole
Nel Comune è presente l'Istituto Comprensivo "Don Bosco" dal quale dipendono la scuola dell'infanzia, primaria e secondaria di primo grado. Sezioni Associate dell'Istituto Comprensivo sono presenti nei Comuni di Sant'Andrea del Garigliano, Sant'Ambrogio sul Garigliano e Vallemaio.

### Eventi
- Fiera del Bestiame (all'alba del 22 luglio);
- Rassegna musicale in onore di Santa Cecilia (novembre).

## Infrastrutture e trasporti

### Strade
Il comune è facilmente raggiungibile essendo attraversato da una arteria provinciale denominata la Strada dei Santi. Il territorio è suddiviso in piccoli nuclei di case sparse nella campagna uniti da una fitta rete di strade.

### Altro
Raggiungendo la Valle dei Santi, passando per Cassino, è possibile attraversare il ponte sul Liri terminato di costruire nel 1954. Questa struttura consente agli abitanti dei paesi posti sul lato destro del Liri (Sant'Apollinare, Sant'Andrea del Garigliano, Sant'Ambrogio sul Garigliano e Vallemaio) di raggiungere Cassino senza l'utilizzo della scafa o zattera. Essa era in passato utilizzata per lo più dagli abitanti di Sant'Apollinare che vivevano sulla riva sinistra del fiume Liri nella contrada Giunture. I contradaioli erano costretti ad utilizzare la scafa per poter raggiungere il Paese e trasportare il bestiame o le merci. Per l'attraversamento del Fiume era previsto il pagamento di una tassa che variava a seconda di ciò che veniva trasportato; chi non poteva pagare in denaro compensava lo scafaro addetto al traghettamento in natura (uova, polli, formaggio ecc). La traversata veniva effettuato dall'alba al tramonto e in casi urgenti anche di notte e lo scafaro veniva chiamato con un urlo.

## Economia
La popolazione è occupata principalmente nell'industria metalmeccanica cassinate e nel settore terziario; è diffusa l'occupazione nell'agricoltura. Vaste aree della valle sono interessate alla coltivazione dei pioppi che giunti a maturazione vengono avviati all'industria cartaria e/o all'industria del legname.
Di seguito la tabella storica elaborata dall'Istat a tema Unità locali, intesa come numero di imprese attive, ed addetti, intesi come numero di addetti delle imprese locali attive (valori medi annui).
|                 | 2015                  |                              |                            |                |                       |                     | 2014                  |                | 2013                  |                |
| --------------- | --------------------- | ---------------------------- | -------------------------- | -------------- | --------------------- | ------------------- | --------------------- | -------------- | --------------------- | -------------- |
|                 | Numero imprese attive | % Provinciale Imprese attive | % Regionale Imprese attive | Numero addetti | % Provinciale Addetti | % Regionale Addetti | Numero imprese attive | Numero addetti | Numero imprese attive | Numero addetti |
| Sant'Apollinare | 88                    | 0,26%                        | 0,02%                      | 137            | 0,13%                 | 0,01%               | 102                   | 147            | 98                    | 140            |
| Frosinone       | 33 605                |                              | 7,38%                      | 106 578        |                       | 6,92%               | 34 015                | 107 546        | 35 081                | 111 529        |
| Lazio           | 455 591               |                              |                            | 1 539 359      |                       |                     | 457 686               | 1 510 459      | 464 094               | 1 525 471      |

Nel 2015 le 88 imprese operanti nel territorio comunale, che rappresentavano lo 0,26% del totale provinciale (33 605 imprese attive), hanno occupato 137 addetti, lo 0,13% del dato provinciale; in media, ogni impresa nel 2015 ha occupato un addetto (1,56).

## Amministrazione
Nel 1927, a seguito del riordino delle circoscrizioni provinciali stabilito dal regio decreto n. 1 del 2 gennaio 1927, per volontà del governo fascista, quando venne istituita la provincia di Frosinone, Sant'Apollinare passò dal circondario di Gaeta alla provincia di Frosinone.

### Altre informazioni amministrative
Il territorio del comune di Sant'Apollinare ricade:
- Ambito Territoriale Ottimale (A.T.O.) 5 (Lazio Meridionale - Frosinone) della Regione Lazio
- Ambito Territoriale Caccia (A.T.C.) Frosinone 2 (ATCFR2).

Il 30 settembre del 2009 Sant'Apollinare è entrato a far parte dell'Associazione dei Comuni della provincia di Frosinone denominata SER.A.F. (www.associazioneseraf.it) . Dal dicembre 2010 Sant'Apollinare è entrato a far parte dell'Unione dei Comuni delle Mainarde. Gli altri comuni che aderiscono a tale Unione sono: Cervaro, San Vittore del Lazio, Sant'Elia Fiumerapido, Viticuso, Sant'Ambrogio sul Garigliano, Pignataro Interamna, Vallemaio e San Giorgio a Liri.
Il comune fa parte del Comitato celebrativo Battaglia di Montecassino (costituito con decreto del Ministro dei Beni e le Attività Culturali il 13 aprile 2001 come attuazione della legge n. 400/2000).